# Zac Efron
Zachary David Alexander Efron (/ˈɛfrɒn/; born ngày 18 tháng 10 năm 1987) là một nam diễn viên kiêm ca sĩ người Mỹ. Anh bắt đầu sự nghiệp diễn xuất chuyên nghiệp từ đầu những năm 2000, và bắt đầu gây được sự chú ý của công chúng vào cuối thập niên 2000 với vai diễn chính trong loạt phim High School Musical (2006–2008). Trong khoảng thời gian này, anh cũng tham gia vào bộ phim nhạc kịch Keo xịt tóc (2007) và bộ phim hài Trở lại tuổi 17 (2009). Từ đó tới nay, anh cũng tham gia vào nhiều dự án phim, có thể kể tới như Bức ảnh định mệnh (2012), Neighbors (2014), Tay chơi không tuổi (2016), Đội cứu hộ bãi biển (2017) và Bậc thầy của những ước mơ.

## Tiểu sử
Zac sinh tại San Luis Obispo, California, Mĩ, rồi chuyển đến Arroyo Grande. Bố Zac là ông David Efron là kĩ sư điện, còn mẹ Zac- bà Starla Baskett, nguyên là thư ký. Zac có một em trai tên là Dylan Efron. Học lực của Zac thuộc loại khá và anh có thể bị "đá khỏi lớp" nếu như nhận được một điểm B thay vì điểm A. Anh thường bị xem là một tên hề của lớp. Bố Zac luôn khuyến khích anh nên tham gia diễn xuất. Sau đó, Zac đã xuất hiện trên 1 buổi kịch của trường trung học của mình lúc 11 tuổi. Zac bắt đầu học hát, và đã tham gia vào "Gypsy", "Peter Pan", "Little Shop of Horrors", "The Music Man and Mame" và xuất hiện trong "Pacific Conservatory of the Performing Arts". Efron được gửi đến Los Angeles bởi cô giáo dạy diễn xuất của anh, bà Robyn Metchik (Mẹ của diễn viên Aaron Michael Metchik và Asher Metchik).
Sau khi tốt nghiệp cấp 3, Zac tiếp tục con đường học vấn khi đậu vào trường đại học (hình như trường đại học khoa học tự nhiên), nhưng do quá yêu thích nghệ thuật nên Zac đã dành thời gian cho nghệ thuật nhiều hơn.
Cậu Zac lúc nhỏ không thể tưởng tượng mình có thể trở thành một ngôi sao khi ba mẹ đã định hướng là sẽ là một nhà khoa học.

## Sự nghiệp
Năm 2002, Zac bắt đầu xuất hiện trong một số chương trình truyền hình như Firefly, ER và The Guardian. Kể từ khi xuất hiện trong Summerland, dù chỉ mới bắt đầu nhưng anh vẫn nhận được nhiều sự mến mộ từ khán giả. Anh còn được làm diễn viên khách mời trong những chương trình như: "CSI: Miami", "NCIS: Naval Criminal Investigative Service", "The Suite Life of Zack & Cody". Anh đã được đề cử làm diễn viên trẻ xuất sắc vào năm 2003 và giải diễn viên trẻ phụ xuất sắc.
Năm 2003, Zac trở thành diễn viên chính của hãng truyền hình Lifetime. Zac vào vai Steven Morgan. Nhờ đó, diễn viên trẻ này được đề cử cho giải Nghệ sĩ trẻ trong vai phụ tốt nhất trên phim truyền hình. Năm 2005, Zac vào vai diễn chính trong video âm nhạc "Sick Inside" của Hope Partlow. Năm 2006, Zac đóng vai chính trong phim High School Musical của kênh Disney Channel. Zac vào vai Troy Bolton và cùng với Vanessa Anne Hudgens, Ashley Tisdale, Lucas Grabeel, Monique Coleman và Corbin Bleu đã tạo nên thành công vang dội cho bộ phim này.
Năm 2006, Zac được chọn làm gương mặt mới được teen Mỹ mến nhất ở giải Teen Choice. Sang năm 2007, Zac đã tiến lên một bậc: Chàng trai được yêu thích nhất. Ngày càng khẳng định sự trưởng thành, vào năm 2009 anh được công nhận là người đàn ông quyến rũ nhất Hollywood.
Năm 2007, Zac được tạp chí Rolling Stone đưa lên trang bìa và công nhận là một ngôi sao hiếm có của Hollywood vì báo chí chẳng bao giờ có cơ hội tọc mạch về chuyện đời tư của anh. Ngoài ra, anh còn thật thà tự nhận mình đã hát nhép trong phim High school Musical 1 theo lời của đạo diễn và ngay khi được mời vào phim High School Musical 2 anh đã thẳng thắn đề nghị đạo diễn cho mình hát thật sự và điều này đã thực sự thu được nhiều thành công cùng sự hưởng ứng của khán giả.
Zac cũng từng tham gia một vai trong video clip ca nhạc "Say ok" của cô bạn gái Vannessa Hudgens vào thời điểm đó trong album V của cô.
Zac vừa mới hoàn thành chuyến quảng bá cho phim điện ảnh mới có tên "Hairspray" (cũng là một phim ca nhạc) và chuẩn bị cho High School Musical 3. Zac được các nhà làm phim đánh giá cao về diễn xuất và giọng hát.
Vào ngày 24-10-2008 High school musical 3 đã được công chiếu ở hầu hết các rạp trên toàn thế giới và lập kỉ lục phim ca nhạc có tuần chiếu vẻ vang nhất với 186 triệu đô la chỉ trong chưa đầy nửa tháng.
Ngoài ra, vào năm 2008, Zac đã đóng thành công bộ phim "17 again" - một bộ phim không ca nhạc, được bắt đầu công chiếu vào ngày 17/04/2009 tại Mĩ, với nhiều lời nhận xét tích cực từ giới phê bình cho phần diễn xuất tâm lý nhân vật già hơn mình tới 20 tuổi.
Mới đây Zac đã được mời tham gia bộ phim âm nhạc Fotlose nhưng anh đã từ chối và nhanh chóng tìm ngay cho mình một tác phẩm khác xứng đáng hơn. Zac đang đàm phán để thực hiện một bộ phim mới dựa trên cuốn tiểu thuyết The Death and Lief of Charlie St. Cloud của tác giả Ben Sherwood. Tác giả cuốn sách cũng chính là nhà sản xuất chương trình Good Morning America.

## Âm nhạc
Nổi tiếng từ một bộ phim ca vũ nhạc, nhưng Zac đỏ mặt thú nhận rằng mình nhảy cũng chẳng khá lắm. Trình độ của anh tăng cao là nhờ việc đóng High School Musical đó thôi. Zac nói "May mà lúc đầu tôi không ngại, không thì hỏng mất một cơ hội rồi".
Mặc dù xuất hiện thành công trong nhiều phim ca nhạc, gây được tiến vang lớn, nhiều bài hát lọt vào các bảng xếp hạng nổi tiếng ví dụ như hát đôi Breaking Free với Vanessa đã tìm đường vào tận tới Top 10 bảng xếp hạng của Mĩ nhưng Zac vẫn chưa có kế hoạch nào chính thức cho sự nghiệp âm nhạc cả, trong khi mấy bạn diễn đều có hợp đồng thu âm. Trước Báo giới Zac khẳng định: "Tôi muốn chuyên tâm đóng phim đã" nghĩ thế nào anh lại bổ sung thêm: "Mà nếu có một ngày tôi phát hành album thì tôi muốn mình sẽ là tác giả của những bài hát đó".

## Đời sống riêng

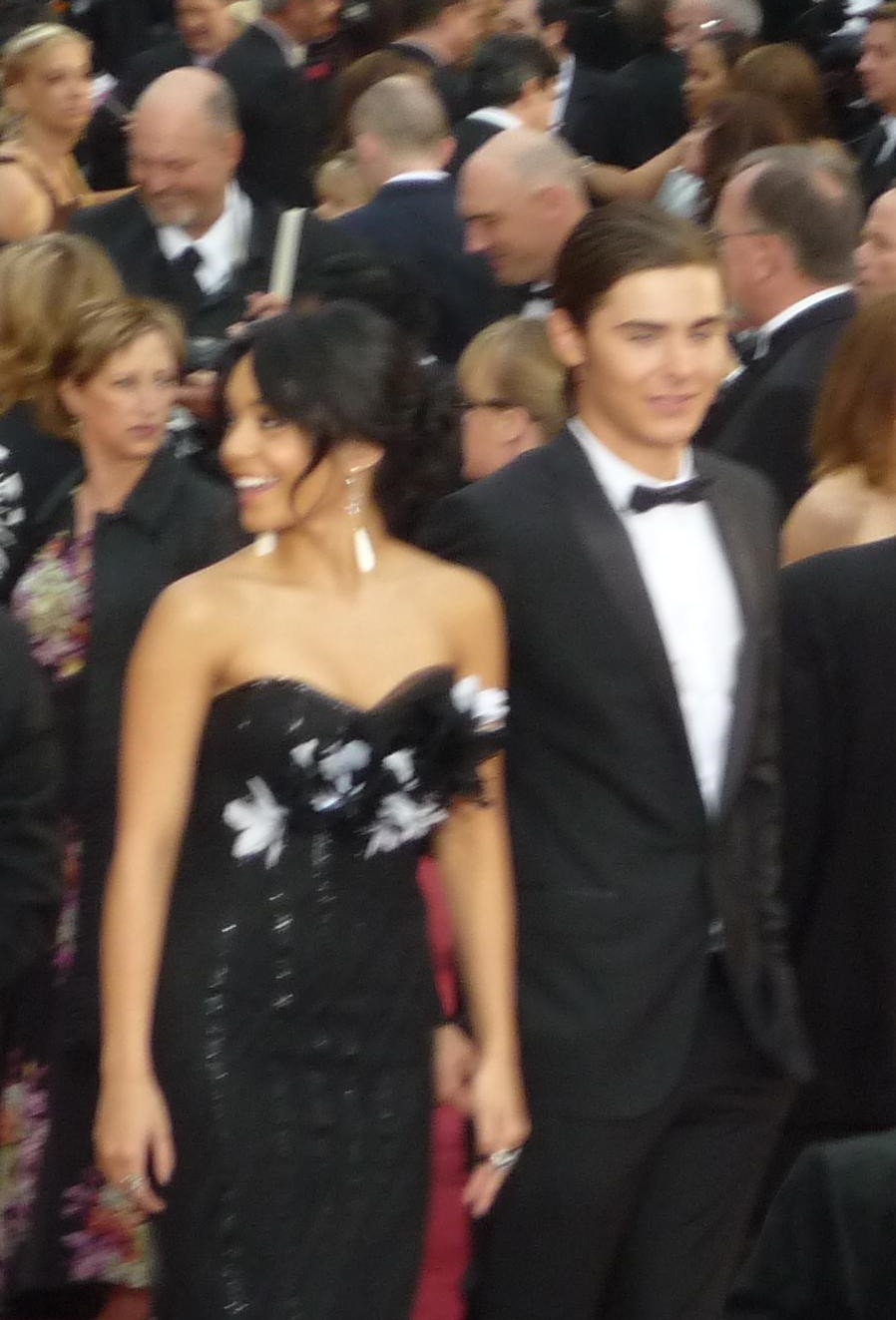
Efron và Vanessa Hudgens ở 81st Academy Awards.

Zac thích mê bóng rổ và đang sở hữu một bộ sưu tập chữ ký của các ngôi sao bóng rổ.

Zac thuộc cung Thiên Bình. Thú cưng của Zac là 2 chú chó Dreamer, Puppy và chú mèo Simon. Zac sợ cá mập, phim kinh dị. Anh thích bơ đậu hũ và bóng rổ. Zac có nickname là "Hollywood".

Zac thường được báo chí so sánh với nam tài tử Tom Cruise của Hollywood, nhưng anh lại không mấy thích thú với sự ví von ấy mà lại thần tượng Johnny Depp (diễn viên chính trong bộ phim ăn khách Cướp Biển Vùng Caribe, Zac đã nói: "Johnny Depp là một trong những người tuyệt vời nhất trong nghề mà tôi biết".
- Cao: 1m75
- Màu mắt: xanh (xanh da trời)
- Màu tóc: nâu đen

Riêng về chuyện tình cảm thì anh được rất nhiều người khen ngợi là chung thủy khi có mối tình gắn bó lâu năm với cô bạn diễn xinh đẹp Vanessa Anne Hudgens. Quen Vanessa qua việc làm phim High School Musical hai người đã nảy sinh tình cảm và trở thành người yêu của nhau cả trong phim lẫn ngoài đời. Tình yêu của họ sâu sắc không hời hợt như nhiều diễn viên nổi tiếng khác, họ được coi là cặp đôi đẹp lý tưởng của màn bạc thế giới. Nhưng sau đó, anh đã chia tay với Vanessa vì một số lý do. Điều này làm cho người hâm mộ cảm thấy nuối tiếc.

## Danh sách phim

### Điện ảnh
| Năm  | Tựa đề                                     | Vai                                | Ghi chú   |
| ---- | ------------------------------------------ | ---------------------------------- | --------- |
| 2003 | Melinda's World                            | Stuart Wasser                      |           |
| 2003 | The Big Wide World of Carl Laemke          | Pete Laemke                        |           |
| 2004 | Miracle Run                                | Steven Morgan                      |           |
| 2004 | Triple Play                                | Harry Fuller                       |           |
| 2005 | The Derby Stallion                         | Patrick McCardle                   |           |
| 2006 | If You Lived Here, You'd be Home Now       | Cody                               |           |
| 2006 | High School Musical                        | Troy Bolton                        |           |
| 2007 | Keo xịt tóc                                | Link Larkin                        |           |
| 2007 | High School Musical 2                      | Troy Bolton                        |           |
| 2008 | High School Musical 3: Lễ tốt nghiệp       | Troy Bolton                        |           |
| 2009 | Trở lại tuổi 17                            | Mike O'Donnell (thiếu niên)        |           |
| 2009 | Me and Orson Welles                        | Richard Samuels                    |           |
| 2010 | Khi tình yêu đến                           | Charlie St. Cloud                  |           |
| 2011 | New Year's Eve                             | Paul                               |           |
| 2012 | Liberal Arts                               | Nat                                |           |
| 2012 | Thần Lorax                                 | Ted Wiggins (Lồng tiếng)           |           |
| 2012 | Bức ảnh định mệnh                          | Logan Thibault                     |           |
| 2012 | Dục vọng                                   | Jack Jansen                        |           |
| 2012 | At Any Price                               | Dean Whipple                       |           |
| 2013 | Parkland                                   | Bác sĩ Charles James "Jim" Carrico |           |
| 2014 | That Awkward Moment                        | Jason Flynn                        |           |
| 2014 | Neighbors                                  | Teddy Sanders                      |           |
| 2015 | We Are Your Friends                        | Cole Carter                        |           |
| 2016 | Tay chơi không tuổi                        | Jason Kelly                        |           |
| 2016 | Neighbors 2: Sorority Rising               | Theodore "Teddy" Sanders           |           |
| 2016 | Mike and Dave Need Wedding Dates           | Dave Stangle                       |           |
| 2017 | The Disaster Artist                        | Dan Janjigian                      |           |
| 2017 | Đội cứu hộ bãi biển                        | Matt Brody                         |           |
| 2017 | Bậc thầy của những ước mơ                  | Phillip                            |           |
| 2019 | The Beach Bum                              | Flicker                            |           |
| 2019 | Extremely Wicked, Shockingly Evil and Vile | Ted Bundy                          |           |
| 2020 | Cuộc phiêu lưu của Scooby-Doo!             | Fred Jones (Lồng tiếng)            |           |
| 2021 | Save Ralph                                 | Thỏ (Lồng tiếng)                   | Phim ngắn |
| TBA  | Firestarter                                | Andy McGee                         | Đang quay |
| TBA  | Gold                                       |                                    | Hậu kỳ    |
| TBA  | The Greatest Beer Run Ever                 | John "Chickie" Donohue             | Đang quay |

### Truyền hình
| Năm       | Tựa đề                        | Vai              | Ghi chú                         |
| --------- | ----------------------------- | ---------------- | ------------------------------- |
| 2002      | Firefly                       | Simon Tam trẻ    | Tập: "Safe"                     |
| 2003      | The Guardian                  | Luke Tomello     | Tập: "Without Consent"          |
| 2003      | ER                            | Bobby Neville    | Tập: "Dear Abby"                |
| 2004–2005 | Summerland                    | Cameron Bale     | Vai chính; 16 tập               |
| 2005      | CSI: Miami                    | Seth Dawson      | Tập: "Sex & Taxes"              |
| 2005      | The Replacements              | Davey Hunkerhoff | "Davey Hunkerhoff / Ratted Out" |
| 2006      | Heist                         | Người giao pizza | Tập: "Pilot"                    |
| 2006      | The Suite Life of Zack & Cody | Trevor           | Tập: "Odd Couples"              |
| 2006      | NCIS                          | Danny            | Tập: "Deception"                |
| 2008–2014 | Robot Chicken                 | Nhiều vai        | Lồng tiếng 4 tập                |
| 2009      | Saturday Night Live           | Chính anh        | 2 tập                           |
| 2009      | Entourage                     | Chính anh        | Tập: "Security Briefs"          |
| 2014      | Running Wild with Bear Grylls | Chính anh        | Một tập; Mùa 1, Tập 1           |

## Các giải thưởng
MTV Movie Awards 2008
- Diễn xuất đột phá - Hairspray

Teen Choice 2009
- Nam diễn viên trong phim hài xuất sắc nhất - 17 Again
- Khoảnh khắc làm "sao" nhạc rock ấn tượng nhất - 17 Again
- Nam diễn viên trong phim ca nhạc xuất sắc nhất - High School Musical 3

MTV Movie Awards 2009
- Nam diễn viên xuất sắc - High School Musical 3